# Coua
Coua är ett fågelsläkte i familjen gökar inom ordningen gökfåglar. Släktet omfattar vanligtvis elva arter, varav en är relativt nyligen utdöd, som enbart förekommer på Madagaskar:
- Tofskoua (C. cristata)
- Törnkoua (C. verreauxi)
- Blåkoua (C. caerulea)
- Rödhättad koua (C. ruficeps)
- Spikskogskoua (C. olivaceiceps)
- Rödpannad koua (C. reynaudii)
- Sakalavakoua (C. coquereli)
- Löpkoua (C. cursor)
- Jättekoua (C. gigas)
- Snigelkoua (C. delalandei) – utdöd
- Rödbröstad koua (C. serriana)

Ytterligare två arter utdöda under holocen finns beskrivna:
- Urkoua (C. primaeva)
- Goliatkoua (C. berthae)